# Elso Roque
Pour les articles homonymes, voir Roque.
Elso Roque est un directeur de la photographie portugais, né le 6 août 1939 à Seixal (district de Setúbal). Il a travaillé avec de grands réalisateurs portugais tels Paulo Rocha, Manoel de Oliveira, António Reis et Pedro Costa, et a reçu un prix Sophia d'honneur en 2017.

## Filmographie partielle
- 1966 : Domingo à Tarde d'António de Macedo
- 1966 : Changer de vie (Mudar de Vida) de Paulo Rocha
- 1975 : Benilde ou la Vierge Mère (Benilde ou a Virgem Mãe) de Manoel de Oliveira
- 1980 : Les Brumes de l'aube (Manhã Submersa) de Lauro António
- 1981 : Francisca de Manoel de Oliveira
- 1982 : Ana d'António Reis et Margarida Cordeiro
- 1985 : Le Soulier de satin de Manoel de Oliveira
- 1988 : Este Tempo (Tempos Difíceis) de João Botelho
- 1989 : Le Sang (O Sangue) de Pedro Costa
- 1990 : Non ou la Vaine Gloire de commander ('Non', ou A Vã Glória de Mandar) de Manoel de Oliveira